# Biggar Rugby Football Club
Pour les articles homonymes, voir Biggar.
Biggar Rugby Football Club ou Biggar RFC est un club de rugby à XV écossais situé dans le village de Biggar, à 40 km au sud d’Édimbourg, qui évolue dans la Scottish Premiership Division 2.

## Histoire
Biggar RFC est un club de village (Biggar comporte environ 2 000 habitants) lancé en 1975. Il est fondé par des élèves du lycée local et des membres du club des Jeunes Agriculteurs du village. Parti du bas de la hiérarchie, il réussit à intégrer la Première Division écossaise en 2004 et, terminant à la 5e place pour sa première saison. Néanmoins, le club redescendit l’année suivante, terminant 11e sur 12.

## Joueurs célèbres
- Fraser Brown
- Scott Lawson